# 止戈亭
止戈亭位于广东省肇庆市端州区城中路肇庆府城遗址公园内，属砖木结构攒尖顶式的八角亭。本地人余汉谋民国十七年（1928年）任国民革命军第四军十一师师长驻扎肇庆时，为纪念平息军间混战，在其司令部所在地内建立此亭。

2003年5月6日列为肇庆市文物保护单位。